# 후지와라 남가
후지와라 남가(일본어: 藤原 南家 후지와라 난케[*])는 나라 시대의 후지와라노 무치마로를 중시조로 하는 후지와라씨의 지류이다. "남가"라는 명칭은 무치마로의 자택이 동생 후사사키 자택의 남쪽에 위치해 있던 데서 유래한다. 후사사키를 중시조로 하는 후지와라 북가에 밀려서 자손들은 부진했지만, 이토 씨, 니카이도 씨, 사가라씨 등 이름난 무가 씨족을 많이 배출했다.

## 같이 보기
- 후지와라 북가
- 후지와라 식가
- 후지와라 경가